# Норма (опера)
Норма (итал. Norma), tragedia lirica, опера у два чина Винченца Белинија

## Либрето
Феличе Романи (Felice Romani) према трагедији „Норма“ Александра Сумеа (Alexandre Soumet) и мотивима из „Мученика“ (Les Martyrs) Франсоа-Ренеа де Шатобријана (François-René de Chateaubriande)

## Праизведба
26. децембар 1831, Милано у Teatro alla Scala.

## Ликови и улоге
| Полион ()   | римски проконзул у Галији          | тенор      |
| Оровезо ()  | врховни друид                      | бас        |
| Норма ()    | првосвештеница и ћерка Оровезеа    | сопран     |
| Адалђиза () | млада свештеница у храму Ирминсула | сопран     |
| Клотилда () | Нормина служавка                   | мецосопран |
| Флавио ()   | Полионов пријатељ                  | тенор      |
| Двоје деце  | Норме и Полиона                    |            |

Друиди, барди, свештенице и галски ратници (хор)
- Опера Норма, једно од  извођења у Српском народном позоришту у сезони 2005/2006. г. Фотографије су део фото збирке Српског народног позоришта. Фотограф: Миомир Ползовић

## Место и време
Галија током римске окупације (око 50. године п. н. е.), у светом гају и храму бога Ирминсула

### чин

#### сцена
Галски војници и друиди се окупљају у светом гају да чују одлуку врховне свештенице Норме, која треба да дâ знак за почетак рата против Рима. Они се повлаче у ишчекивању изласка месеца када ће и Норма доћи. У шуми је и римски проконзил Полион који је био заљубљен у Норму, али та је љубав избледела и сада воли младу свештеницу Адалђизу. Норма то не зна и долази у гај у пратњи свештеника и народа. Она воли Полиона и прекорева свој народ који жели у рат. Када је упитају зашто, она одговара да није сазрео час за освету, да су римска копља и даље јача од галских мачева и прориче да ће Рим пропасти једног дана, али не због Гала, већ ће га прогутати сопствени разврат и грех. Норма позива народ на мир и приноси жртву Месецу који се рађа у молитви да богиња месеца донесе мир на земљи какав она ствара на небу. Након обреда гај остаје пуст, само Адалђиза долази да се сретне са Полионом. Она је растрзана између љубави коју осећа према њему и привржености свом народу и богу. Ипак пристаје да пође за њим у Рим.
Норма је у својим одајама где уз помоћ Клотилде крије своје двоје деце које је родила са Полионом. Она осећа огромну грижу савести што је преварила свој народ, оца и завет који је дала богу. Ипак, воли своју децу више од било чега на свету. Долази Адалђиза која жели да се исповеди Норми и говори јој о својој великој љубави, не откривајући име Полиона. Норма, дирнута осећањима каква и сама осећа, ослобађа Адалђизу завета и саветује је да пође са човеком кога воли. Али, када је упита ко је он и Адалђиза уведе Полиона, њен бес се распламса. Адалђиза, схвативши о чему се ради, одбија да пође са Полионом и стаје на Нормину страну.

### чин

#### сцена
У очајању, Норма покуша да се освети Полиону тако што ће убити сопствену децу, али не успева јер их ипак воли и јер се нада да је Полион још увек воли и да ће се покајати. Адалђиза долази и наговара је да сачува своју децу. Обећава јој да ће она отићи до Полиона и убедити га да се врати Норми. 
Галски ратници су спремни да се дигну на оружје, али их сада смирује Оровезо јер је чуо вест да ће Полиона заменити још окрутнији проконзул и саветује их да сачекају њега и када довољно ојачају, да тог новог проконзула свргну оружјем.
Норма ишчекује вести од Адалђизе, али када јој Клотилда јави да ју је срела како очајна шета шумом и плаче јер није успела да наговори Полиона, Норма се разбесни и одлучи да крв мора потећи: римска крв! Она удари три пута у Ирминсулов штит и објављује свом народу: „Рат! Покољ! Крвопролиће!“. Придружује им се у ратничком хору. Оровезо је пита да ли има жртву коју ће принети богу, а у том тренутку долази Клотилда са вешћу да је римљанин упао у храм и покушао да одведе једну свештеницу. Доводе Полиона и када Оровезо жели да га жртвује Ирминсулу, Норма га заустави јер жели да сама то учини. Ипак, када дигне мач она се поколеба. Окупљени Гали су шокирани њеним поступком, али се Норма прибере и нареди им да се удаље, да би га испитала. Они се невољко повлаче. Норма ликује: „Напокон си у мојој власти!“ Говори му до чега ју је довео, како је покушала да дигне руку и на сопствену децу. Он крене да јој отме мач, али она брзо позове свештенике и они га спутају. Норма објављује да ће Полион и свештеница која је прекршила свој завет бити принети као жртве. Када је упитају ко је она, Норма не може да окриви Адалђизу и признаје: „То сам ја.“ Сви су ужаснути, Полион пориче њене речи, али она је одлучна: „Норма не лаже!“. Поверава се оцу да је мајка и моли га да заштити њену децу, да не заборави да су његова крв и да их не убије нити преда римљанима где ће бити робови. Оровезо, дирнут Нормином жртвом, пристаје. Полион напокон увиђа величину Нормине љубави и њих двоје заједно ступају на ломачу, да у потоњем животу нађу љубав коју нису могли наћи на овом свету.

## Познате музичке нумере
- (Пред олтаром Венере) – Полионова арија (I чин)
- (Норма иде) – Марш друида и долазак Норме (I чин)
- (Пречиста богињо) – Нормина молитва (I чин)
- (Адалђиза!... Само мирно, душо моја) – Дует Норме и Адалђизе (I чин)
- (Погледај, о Норма) – Дует Норме и Адалђизе (II чин)
- (Ах! И ја трпим од власти Рима) – Оровезова каватина (II чин)
- (Рат! Рат!) – Хор Гала (II чин)
- (У мојим рукама си напокон) – Дует Норме и Полиона (II чин)
- (Ово срце што си издао, ово срце што си презрео) – Финале опере